# Peter Marginter
Peter Marginter (* 26. Oktober 1934 in Wien; † 10. Februar 2008 in Bad Fischau) war ein österreichischer Schriftsteller, Essayist und Übersetzer.

## Leben
Peter Marginter studierte Rechts- und Staatswissenschaften in Innsbruck und Wien. Von 1964 bis 1968 war er Innungssekretär der Wiener Handelskammer, von 1971 bis 1978 österreichischer Kulturattaché in der Türkei und Großbritannien. 1988/89 war er Abteilungsleiter im Bundesministerium für auswärtige Angelegenheiten und danach bis 1995 Leiter des österreichischen Kulturinstituts in London.
Seine Bücher sind skurril-komisch und haben märchenhaft-phantastische Züge.
Marginter war Vorstandsmitglied des österreichischen P.E.N.-Clubs und ab 1979 Mitglied der Freimaurerloge Hiram.

## Auszeichnungen (Auswahl)
- 1967 Förderungspreis für Literatur des Theodor-Körner-Stiftungsfonds zur Förderung von Wissenschaft und Kunst
- 1968 Förderungspreis der Stadt Wien für Literatur
- 1968 Förderungsbeitrag des Wiener Kunstfonds der Zentral-Sparkasse Wien für Literatur
- 1970 Anton-Wildgans-Preis
- 1973 Würdigungspreis des Landes Niederösterreich für Literatur
- 1985 Preis der Inklings-Gesellschaft für Literatur und Ästhetik
- 1986 Übersetzerprämie des Bundesministeriums für Unterricht und Kunst
- 1996 Österreichisches Ehrenkreuz für Wissenschaft und Kunst I. Klasse

## Werke
- Der Baron und die Fische, 1966
- Der tote Onkel, 1967, 1981 verfilmt von Georg Lhotsky
- Leichenschmaus, 1969
- Der Sammlersammler, 1971
- Königrufen, 1973
- Pim, 1973
- Wolkenreiter und Sohn, 1977, Vorlage für Wolkenreiter und Sohn (Puppenspiel)
- Zu den schönen Aussichten, 1978
- Die drei Botschafter, 1980
- Wolkenreiter & Sohn, 1982, Drehbuch, verfilmt von Sepp Strubel
- Das Rettungslos, 1983, verfilmt von  Georg Madeja mit Peter Bongartz, Christine Ostermayer, Wilfried Baasner
- Die göttliche Rosl
- Der Kopfstand des Antipoden, 1985
- Besuch, 1987
- Die Maschine, 2000
- Das Röhren der Hirsche, 2001
- Des Kaisers neue Maus. Mit Lithographien von Heinz Stangl, 2002

### Übersetzungen
- Lois Gould: So gute Freunde, 1973
- Victor S. Pritchett, Die Launen der Natur, 1987
- Walter de la Mare, Die Reise der drei Malla-Malgars, 1988
- John Kennedy Toole, Ignaz oder Die Verschwörung der Idioten, 1988
- Ivy Compton-Burnett, Ein Gott und seine Gaben, 1989
- Ivy Compton-Burnett, Eltern und Kinder, 1990
- Ivy Compton-Burnett, Hoch und Heilig, 1991
- Ivy Compton-Burnett, Diener und Bediente, 1992
- Robert Graves, Sieben Tage Milch und Honig, 1992
- Thomas Hardy, Am grünen Rand der Welt, 1992
- Victor S. Pritchett, Die Heimkehr der verlorenen Tochter, 1992
- Andrew Duncan, Elisabeth II. und ihr Hof. Das wahre Leben einer Königin, gemeinsam mit Hans Jürgen von Koskull und Franz Schrapfender